# Thüngersheim
Thüngersheim è un comune tedesco di 2 723 abitanti, situato nel land della Baviera.